# Sniper Elite 4
Sniper Elite 4 è un videogioco sparatutto tattico in terza persona sviluppato da Rebellion Developments. Si tratta del sequel di Sniper Elite 3, ambientato nell'Italia del 1943. Il gioco è stato pubblicato per Microsoft Windows, PlayStation 4 e Xbox One il 14 febbraio 2017.
Sniper Elite 4 è il primo gioco della saga ad essere ambientato in Italia.

## Trama
ll gioco si svolge in Italia nel 1943. Dopo aver appreso della costruzione di una nuova presunta arma nazista, la Royal Navy invia un mercantile, l'Orchidea, all'isola di San Celini per indagare. Presto la nave viene affondata dalla nuova arma, che si rivelerà essere un missile antinave radioguidato sviluppato dallo scienziato Andreas Kessler e da Heinz Böhm, un generale nazista di alto rango di cui gli Alleati hanno poche informazioni. L'SOE invia il cecchino e agente segreto Karl Fairburne sull'isola dopo che l'orchidea sia affondata, con il compito di trovare e uccidere il generale  Tobias Schmidt insieme ad altri alti ufficiali della Luftwaffe che hanno presieduto l'attacco del missile, i quali avrebbero dovuto filmarlo per poi usarlo come materiale di propaganda. Dopo aver eliminato Schmidt, Karl viene condotto al villaggio di Bitanti dall'agente dell'OSS Jack Weaver: la cittadina è controllata dalla guarnigione nazista guidata dal sadico Böhm, la quale sta per giustiziare gli ultimi partigiani rimanenti; Fairburne dovrà farsi strada  per trovare il leader della resistenza partigiana locale, trattasi di Sofia di Rocco, soprannominata "l'Angelo". L'angelo è diffidente nei confronti dell'OSS in quanto ha permesso che suo padre venisse rapito dai nazisti, ma tuttavia arruola Karl, il quale è ora incaricato di distruggere un grosso cannone al viadotto ferroviario Regilino che sta mietendo particolari vittime tra le forze partigiane. Completata la missione e distrutto il cannone, Karl viene mandato ad indagare al cantiere navale di Lorino, che è occupato dai nazisti alleati con le forze fasciste, e dove essi stanno caricando per essere trasportata una parte dell'arma: Faiburne chiama con la radio un bombardamento per distruggere il cantiere e recupera i vaccini antitifici per i partigiani, i quali stanno subendo pesanti perdite a causa di un'epidemia di tifo. Grazie alla missione alla struttura di Lorino, gli alleati scoprono che la mafia siciliana stava aiutando ad arrestare le operazioni al cantiere per rallentare la spedizione delle parti dei missili: per questo Karl incontra il boss Salvatore Dinelli, il quale accetta di collaborare con l'OSS e di fornire ulteriori informazioni, ma, in cambio, chiede a Faiburne di eliminare Piero Capo, il capo delle Brigate nere presso il monastero di Abrunza. Diffidenti nei confronti delle intenzioni della mafia, i partigiani sono riluttanti a mantenere l'alleanza. Tuttavia, quando un informatore dell'SOE, il maggiore Hans Dorfmann, rivela che Kessler si trova presso la struttura di Magazzeno dove sono assemblati i missili, Karl si infiltra nella base per rapire lo scienziato ed impossessarsi dei suoi appunti di ricerca. Dopo essere stato trasportato in un luogo sicuro e, durante l'interrogatorio, Kessler rivela all'angelo che suo padre è ancora vivo, spingendo così i partigiani ad attaccare la città di Giovi Fiorini e trovare il confidente di Böhm, il maggiore Klaus Rothbauer. Kessler, inoltre, rivela a Karl che sta morendo di cancro al fegato a causa della sua dipendenza dall'alcool e, perciò, non è di alcuna utilità sia per nazisti sia per gli alleati, e che l'informazione data a Sofia era una menzogna, un'esca per attirare i partigiani in una trappola. Il cecchino parte alla volta di Giovi Fiorini ed uccide Rothbauer, ma purtroppo, la battaglia che ne consegue provoca il massacro dei partigiani. Le informazioni raccolte grazie al sacrificio dei partigiani consentono all'SOE di scoprire che Böhm è a conoscenza dell'operazione Avalanche e fa inviare i missili alla sua fortezza ad Allagra, con l'intenzione di infliggere abbastanza danni alla flotta americana per impedire che l'invasione alleata dell'Italia possa avere successo e tentando, inoltre, di uccidere il comandante in capo degli alleati, il generale  Dwight Eisenhower. Karl penetra nella base, riuscendo a disattivare tutti i missili presenti. Mentre tenta di chiamare un bombardamento per distruggere la struttura, interviene Dorfmann, il quale rivela di essere Böhm: il sadico generale ha fatto catturare Sofia portandola al cospetto di Karl, che assiste impotente ai tentativi di torture da parte dei nazisti. Improvvisamente l'angelo aggredisce Böhm e questo consente a Karl di mettersi al riparo; ma, nella colluttazione, Böhm punta la sua pistola contro Sofia e le spara, uccidendola. A questo punto il generale si dirige rapidamente verso il suo aereo, con lo scopo di decollare ed eseguire personalmente l'attacco alla nave di Eisenhower; Faiburne, dopo aver eliminato i soldati che lo tenevano assediato nella sala delle radiocomunicazioni, insegue l'aereo di Böhm e riesce con successo a sparare ai motori del velivolo, distruggendolo e uccidendo definitivamente il generale nazista, così come i bombardieri alleati Lancaster arrivano chiamati da Karl a distruggere la base. Dopo la distruzione della fortezza, Karl ritorna al villaggio di Bitanti e qui incontra nuovamente Weaver, il quale, nel frattempo, ha preso in custodia un Kessler con i giorni contati. Weaver propone a Karl un posto di lavoro nell'organizzazione dell'OSS e il cecchino risponde che ci penserà. Mentre Karl guarda la statua nel centro della piazza sullo sfondo le navi della flotta americana si apprestano a sbarcare sulla costa italiana.

## Modalità di gioco
Sniper Elite 4 è un gioco sparatutto tattico con elementi stealth, con una prospettiva in terza persona. Quando il giocatore uccide un nemico usando un fucile da cecchino da una lunga distanza, si attiverà il sistema di kill cam X-Ray, in cui la telecamera del gioco segue il proiettile partire dal fucile di precisione al bersaglio mostrando parti del corpo, ossa ed organi interni che si rompono a causa di esso. Il sistema è stato anche ampliato per includere uccisioni da shrapnel, uccisioni in mischia e uccisioni furtive. L'intelligenza artificiale del gioco è stata migliorata, con i nemici che sono in grado di reagire all'azione del giocatore in modo più reattivo. Quando un nemico viene ucciso, altri nemici inizieranno attivamente a cercare il giocatore.
Il giocatore è equipaggiato con un binocolo, che mostra la posizione in cui si trovano i nemici e quali armi stanno portando. Il gioco presenta il rango "ufficiale". Uccidere l'ufficiale il prima possibile porterà il suo esercito a ritirarsi, mentre ucciderlo entro la fine di una missione aumenterà significativamente la difficoltà del livello. Il giocatore può piazzare trappole e usare cadaveri come trappole esplosive. Il gioco include anche missioni notturne, in cui il giocatore può rimuovere le sorgenti luminose per nascondersi dalla loro presenza. Le mappe nel gioco sono significativamente più grandi di Sniper Elite 3, garantendo ai giocatori più libertà e un gameplay aperto; esse presentano inoltre maggiore verticalità. Il nuovo sistema di movimento del gioco consente a Fairburne di arrampicarsi e afferrare sporgenze. Le missioni cooperative e le modalità competitive multiplayer vengono reintrodotte nel gioco.

## DLC
In una delle missioni scaricabili è possibile uccidere Adolf Hitler.

## Armi
Le armi disponibili sono Springfield M1903, Mosin-Nagant, Steyr-Mannlicher M1895, Lee-Enfield, Mauser Karabiner 98k, Walther Gewehr 43, Carcano Mod. 91, Ross (fucile), M1 Garand, M1 Carbine e Carabina De Lisle.